# Richard Carrión
Richard Carrión Rexach (* 26. November 1952 in San Juan, Puerto Rico) ist ein puerto-ricanischer Finanzmanager und Sportfunktionär.
Richard Carrión studierte an der Wharton School of Finance and Commerce, der Wirtschaftshochschule der University of Pennsylvania und erwarb dort 1974 den Bachelor in Wirtschaftswissenschaften. An der MIT Sloan School of Management, der Wirtschaftshochschule des Massachusetts Institute of Technology erwarb er 1976 den Master of Science im Management-Informationssystem. Nach Abschluss seines Studiums trat Carrión der Banco Popular bei, einer Unternehmensgruppe auf dem Sektor der Finanzdienstleistungen.

## Wohltätige Aktivitäten
Richard Carrión gilt als Philanthrop, der sich insbesondere für Bildung und Sport interessiert. Zusammen mit der Banco Popular gründete er eine Stiftung, die u. a. Stipendien an über 1000 Studenten vergibt. Zudem unterstützt er die Produktion vom Musikvideos, die die musikalische Geschichte und Kultur Puerto Ricos behandeln. Mit Hilfe einer gemeinnützigen Organisation (Sapientis) arbeitet Carrión an der Verbesserung des Bildungssystems. So organisiert Sapientis Schulbesuche von Prominenten um so die Bildungskrise Puerto Ricos in den Fokus der Öffentlichkeit zu legen.

## Tätigkeiten innerhalb des IOC
1990 wurde Richard Carrión zum IOC-Mitglied gewählt. Er war Vorsitzender mehrerer Kommissionen. So war er von 2002 bis 2014 Vorsitzender der Finanzkommission und von 2006 bis 2014 Vorsitzender der Rechnungsprüfungskommission. Seit 1997 ist er Mitglied der Marketingkommission und seit 2003 der Arbeitsgruppe Verdienst.
Richard Carrión bewarb sich 2013 um das Amt des IOC-Präsidenten. Auf der 125. IOC-Session in Buenos Aires erlangte Carrión 29 Stimmen. Damit verlor er die Wahl an den Deutschen Thomas Bach.